# 아카마츠 켄
아카마츠 켄(일본어: 赤松 健 아카마쓰 겐[*], 1968년 5월 6일 - )은 일본의 만화가, 사업가, 정치인이다. 혈액형은 B형이다. 아카마츠 스튜디오 대표, 주식회사 J코믹테라스 이사 회장, 일본 만화가 협회 상무 이사, 표현의 자유를 지키는 회 최고고문이다. 가나가와현에서 태어났다. 가이조고등학교, 주오 대학 문학부 문학과 국문학을 전공했다. 주로 주간 소년 매거진(코단샤)에서 작품을 잘표하고 있다. 자작품의 누계 발행 부수는 전 세계에서 5000만 부를 넘고 있다.

## 약력
1968년 7월 5일 아이치현 나고야시 출생. 이사 등에 의해 구마모토현이나 가나가와현에도 거주 경력이 있다. 도쿄도 히가시쿠루메시에서 자란다.
카이죠고등학교, 주오 대학 문학부문학과 국문학전공 졸업.
고등학교에서는 마이크로컴퓨터부 부장을 맡는다. 마이크로컴퓨터부에 있을 때 1985년에는 PC-8801용으로 액션 RPG "팔라딘"을 제작(발매원은 보스텍). 그 후, 대학에서는 애니메이션 연구회, 만화 연구회, 영화 연구회에 소속. 1993년 "한여름의  KIDS 게임"에서 주간 소년 매거진 신인 만화상 입선. 심사원 특별상을 수상하고 만화가 생활에 들어가게 된다.
"A.I가 멈추지 않아!"(한국명: 아이러브 서티), "러브히나" (제25회 코단샤 만화상)로 인기를 얻는다. 미소녀 러브 코미디에 노력해서 그 성과는 마법선생 네기마!에 결정. 애니메이션이나 CD화 등의 미디어 믹스가 되고 있다.
2021년 12월 16일, 다음해 7월에 행해질 예정인 참의원 의원 선거에 자유민주당으로부터 입후보할 의향을 자신의 트위터로 발표하고, 같은 해 12월 22일에 자민당으로부터 제26회 참의원 의원 선거의 제2차 공인 후보(비례 대표)로서 정식 발표되었다. 선거에서는, 애니메이션이나 만화 등에서의 표현 규제 반대로 지지를 모으고, 비례구의 전 후보자 중에서 약 53만표를 획득해 당선했다. 만화가의 국회의원은 사상 최초가 된다.

## 작품
- 《러브히나》
- 《마법선생 네기마!》
- 《육상방위대 마오》
- 《아이러브 서티》
- 《언제나 나의 산타!》
- 《UQ HOLDER!》

2022년 참의원 의원 선거에서 만화·애니메이션 등 2차원 표현에 대한 규제 반대를 호소해 약 53만 표의 지지를 받아 당선되었다. 이로서 정치인으로서의 길이 시작되었다.。